# باشگاه فوتبال رین

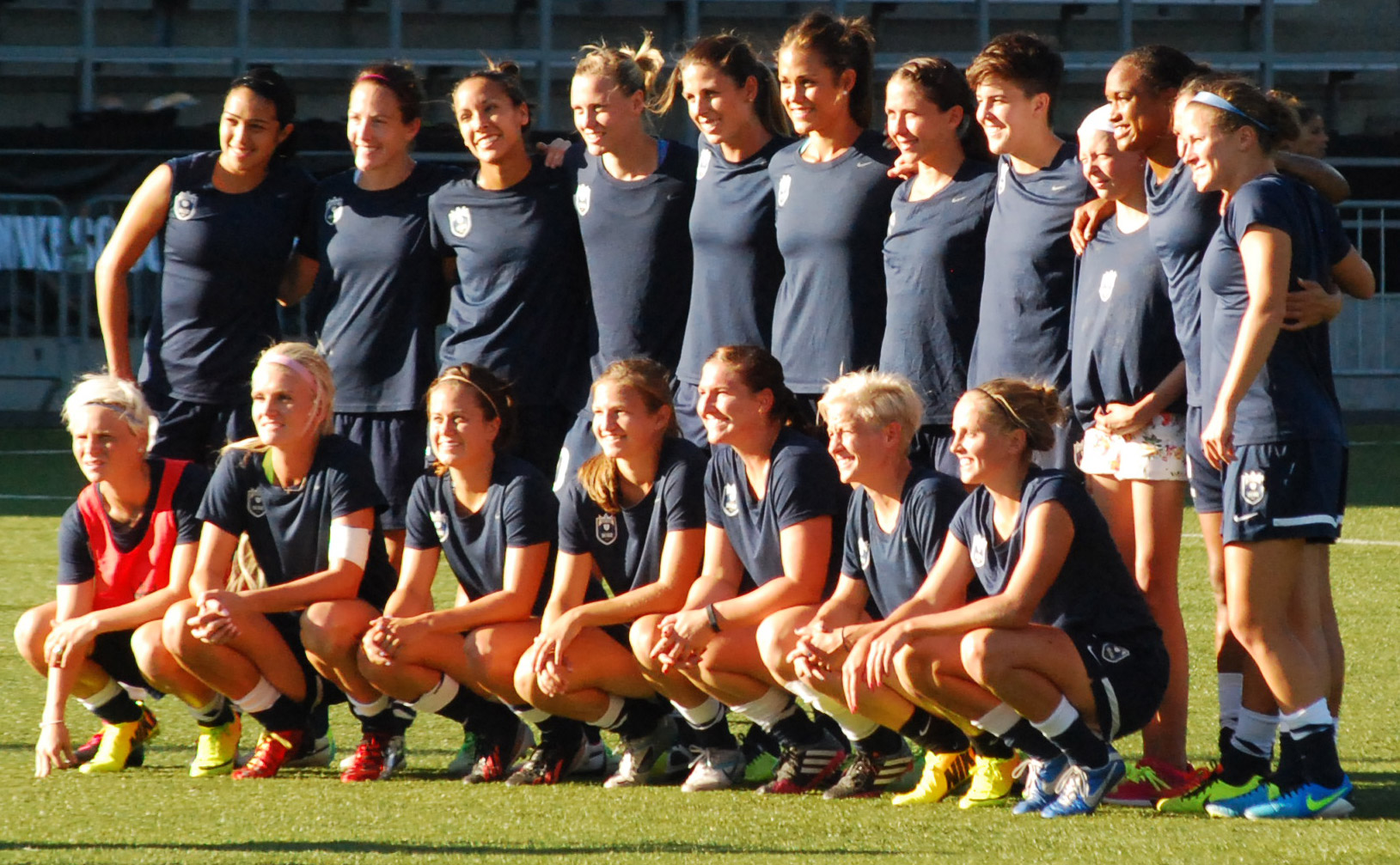

باشگاه فوتبال رین (به انگلیسی: Seattle Reign FC) یکی از باشگاه‌های حرفه‌ای فوتبال زنان در آمریکا است.
این تیم واقع در شهر سیاتل، واشینگتن است و یکی از اعضای لیگ ملی فوتبال زنان در آمریکا است.